# Éjjeli földipapagáj
Az éjjeli földipapagáj (Pezoporus occidentalis), korábban éjjeli papagáj, a madarak osztályának papagájalakúak (Psittaciformes) rendjébe  és a szakállaspapagáj-félék (Psittaculidae) családjába, azon belül pedig a rozellaformák (Platycercinae) alcsaládjába tartozó faj.

## Rendszerezés
Több korábbi rendszerben külön nembe tartozott, a Geopsittacus nembe, melyet egymaga alkotott. Ekkor Geopsittacus occidentalis volt a tudományos neve. 
Az újabb rendszerek átsorolták a közeli rokon Pezoporus nembe.

## Előfordulása
Egészen a 19. századig a faj széles körben elterjedt volt Ausztrália száraz éghajlatú középső vidékein.
Az utolsó ismert előfordulásai a fajnak Queensland és Nyugat-Ausztrália államokban voltak.
A száraz övre jellemző félsivatagi jellegű füves vidékeken fordul elő.

## Megjelenése
Tollazata a hátán és szárnyán palackzöld, a hasa sárgás, farka rövid és sűrűn csíkozott. Lába kicsi és lapos, a többi papagájénál alkalmasabb a futásra. Csőre erősen hajlott, mert a fűmagok szétroppantására használja.

## Életmódja
Éjszakai aktivitású, magányos életmódú faj. Tápláléka elsősorban fűmagvakból áll. Elsősorban talajlakó faj, erősen alkalmazkodott a talajlakó életmódhoz, jó futó. Röpképessége gyenge, kizárólag akkor repül fel, ha veszélyt érez. Repülés mindig a talaj közelében marad, röpte lassú és nem fordulékony. Napközben az élőhelyét borító Spinifex nemzetségbe tartozó füvek védelmében pihen. Az éjszaka beálltával indul táplálékot keresni, mely közben nagy területeket jár be. Sose távolodik el túlzott mértékben az állandó víznyerő helyek közeléből, éjszakánként többször is felkeresi ezeket.

## Szaporodása
Szaporodási szokásai rejtett életmódja miatt nem igazán ismertek.
Fészkét a menedéket adó fűcsomók védelmében a talajra építi. Fészke zárt, golyó alakú, melybe egy rövid zárt alagúton keresztül lehet bejutni. A tojó 4-5 tojást rak a fészekbe.
A költési idő, az utódok felnevelési ideje, valamint költési sajátosságainak egyéb részletei ismeretlenek.

## Természetvédelmi helyzete
Egykor még hatalmas számban lakták Közép-Ausztráliát, mára ötvennél kevesebb példánya maradt.
1845-ben John Stuart látott először éjjeli földipapagájt.
Egy 1990-ben elgázolva talált egyeden kívül a faj csak 22 múzeumi egyed alapján ismert. Ezek közül 21 még a 19. századból származik. 1875-1885 körül többször látták, valószínűleg az ideális éghajlati viszonyok miatt.
A huszadik században egyetlen ismert egyedet 1912-ben lőtték véletlenül Nyugat-Ausztrália államban.
Ezután a fajnak több meg nem erősített észlelése volt, többek között 1979-ben, amikor Shane A. Parker, a dél-ausztráliai múzeum ornitológusa látott egy egyedet Dél-Ausztrália állam északi részén.
1988-ban felkerült a Természetvédelmi Világszövetség vörös listájára. Ugyanebben az évben 50.000 ausztrál dolláros jutalmat tűztek ki annak, aki bizonyíthatóan tudósít a fajról.
1990-ben a Queenslandben találtak egy elpusztult példányt. Az egyedre Walter E. Boles, Max Thompson és Wayne Longmore ornitológusok bukkantak a Queensland északnyugati részén található Boulia közelében egy autóút mellett. Az egyedet minden kétséget kizáróan nem sokkal megtalálása előtt gázolta el egy autó. Ezzel bizonyítást nyert, hogy a rejtőzködő életmódú éjjeli földipapagáj még mindig életben van.
Ezután az 1990-es években öt kutatóexpedíciót indítottak a faj után és nagy mérvű kampányt folytattak a faj élőhelyén, mely során a környéken élő embereket kérdezték meg, hogy mennyit tudnak a madárról. Ezek az akciók azonban nem hoztak látható eredményt. A madár feltételezett élőhelye környékén a farmerek egyáltalán nem ismerték a madarat és a kutatóexpedíciók sem akadtak a faj nyomára.
1994-ben pedig már a rendkívül veszélyeztetett fajok közé sorolták az éjjeli földipapagájt.
2005 áprilisában három egyedet sikerült megfigyelni Nyugat-Ausztráliában (ahol utoljára 1912-ben látták) a Pilbara-régióban a Fortescue-mocsár közelében. Sajnos bizonyító fényképfelvételek nem készültek a megfigyelésről. Az újabb 2005-2006-os kutatóexpedíciók a faj után ismét eredménytelenül zárultak le.
2006 novemberében a vadvédelmi hatóság emberei egy halott egyedre bukkantak a queenslandi Diamantina Nemzeti Parkban, mely legfeljebb egy héttel a megtalálása előtt pusztulhatott el.
2013 május 25-én John Young, fiatal természetfotós lefényképezte az állatot ezzel bizonyítva a faj fennmaradását. Fotóit egy sajtókonferencia keretében mutatta be 2013 július 3-án. A kép készításének helyéről csak anniyt árult el, hogy az Queensland államban készült, a pontos helyet titokban tartotta, nehogy sok amatőr fotós a helyszínre rajzva, zavarhassa a nagyon ritka fajt.
A fajt fenyegető veszélyek (melyek következtében a madár a kihalás küszöbére került) közül kiemelendő a betelepített emlős ragadozók (vörös róka, elvadult macskák) általi predációs hatás, mely ellen ez gyöngén röpképes faj alig tud védekezni. Emellett a szintén betelepített üregi nyulak által az őshonos vegetációra gyakorolt romboló hatás és közvetlen táplálék konkurencia és az elvadult tevék általi túlzott vízhasználat is káros irányba befolyásolta a faj állományait.
A faj teljes eltűnése Innaminka és Alice Springs közeléből egyértelműen a túl sok elvadult macska következménye.
A BirdLife International becslése szerint a faj össz egyedszáma nagyon alacsony, feltehetően nagyjából 50 egyed körüli lehet.
A Természetvédelmi Világszövetség Vörös Listáján a „kihalóban” kategóriába sorolja a fajt.

## Fordítás
Ez a szócikk részben vagy egészben  a   Nachtsittich című német Wikipédia-szócikk fordításán alapul.  Az eredeti cikk szerkesztőit annak laptörténete sorolja fel. Ez a jelzés csupán a megfogalmazás eredetét és a szerzői jogokat jelzi, nem szolgál a cikkben szereplő információk forrásmegjelöléseként.